# Edmondsonkaartje
Het Edmondsonkaartje is het "klassieke" model treinkaartje dat in een groot aantal landen gebruikt werd. In Nederland werd het in 1982 afgeschaft.

## Geschiedenis
De aanleg van diverse particuliere spoorwegmaatschappijen in het Verenigd Koninkrijk had rond 1840 geleid tot een netwerk van aansluitende spoorwegen in de Midlands, met een verbinding naar Londen. Het was daarmee mogelijk geworden om, via de lijnen van meerdere maatschappijen, langere reizen te maken. Hiervoor moest echter wel bij elke maatschappij een nieuw vervoerbewijs worden gekocht. In die tijd werden vervoerbewijzen met de hand uitgeschreven, waarbij een doorslag in het kantoor van uitgifte werd bewaard: een methode die fraudegevoelig en inefficiënt was. Thomas Edmondson, stationschef te Milton op de Newcastle and Carlisle Railway, ontwikkelde een methode waarmee werd beoogd aan beide bezwaren tegemoet te komen.
De papieren biljetten verving hij door kartonnen kaartjes van 2 1/4 bij 1 7/32 inch (31 mm x 57 mm, een afmeting die gedurende de hele periode van het gebruik van deze kaartjes internationaal met slechts minimale verschillen gehandhaafd bleef), waarop voor de meest voorkomende reizen de stations van vertrek en bestemming alsmede de klasse waren voorgedrukt. (Voor minder frequente bestemmingen werd op het station van vertrek een kaartje gedrukt.) De reiziger betaalde aan het station van vertrek de prijs voor de gehele reis. Deze praktijk werd aangeduid als "booking through". Bij het station van aankomst werd het kaartje ingenomen. De verzamelde kaartjes werden opgestuurd naar het Railway Clearing House, dat bij reizen over meerdere spoorwegnetten de betaalde reissom verdeelde over de onderscheiden maatschappijen, naar rato van de over de lijnen van iedere maatschappij afgelegde afstand. De kaartjes waren doorlopend genummerd, waarmee de kans op fraude verminderd werd.
Het Railway Clearing House was een organisatie die rond 1840 was opgericht (hoewel de wettelijke grondslag ervan eerst in 1850 voltooid werd), aanvankelijk als vrijwillig overlegorgaan tussen spoorwegmaatschappijen. De administratie van de onderlinge verrekeningen, zowel voor passagiersvervoer zoals hierboven geschetst als voor goederenvervoer, was de voornaamste taak ervan. Onderling overleg, onder meer over het faciliteren van excursie- en andere bijzondere treinen, bleef eveneens een taak vormen. Het Railway Clearing House bleef uiteindelijk bestaan tot de nationalisatie van de Britse spoorwegen in 1948.
Edmondson had zijn systeem, ook een ticketprinter, gepatenteerd en liet zich door spoorwegmaatschappijen voor het gebruik ervan betalen naargelang de omvang van hun spoorwegnet.

## Gebruik
In het Verenigd Koninkrijk werd het gebruik van het Edmondsonkaartje materieel een voorwaarde voor toetreding door spoorwegmaatschappijen tot het Railway Clearing house. Spoorwegmaatschappijen elders gingen in de loop der tijd op grote schaal over op het Edmondsonkaartje. Voor diverse klassen en typen reizen werden verschillende kleuren en kleurcombinaties gebruikt. Eerst in de jaren '80 van de twintigste eeuw werd het Edmondsonkaartje vervangen voor andere types, die later vaak plaats maakten voor elektronische vervoerbewijzen als de OV-chipkaart.
Bij museumspoorlijnen wordt het Edmondsonkaartje, vanwege het nostalgisch karakter ervan, nog veel gebruikt.

## Afbeeldingen

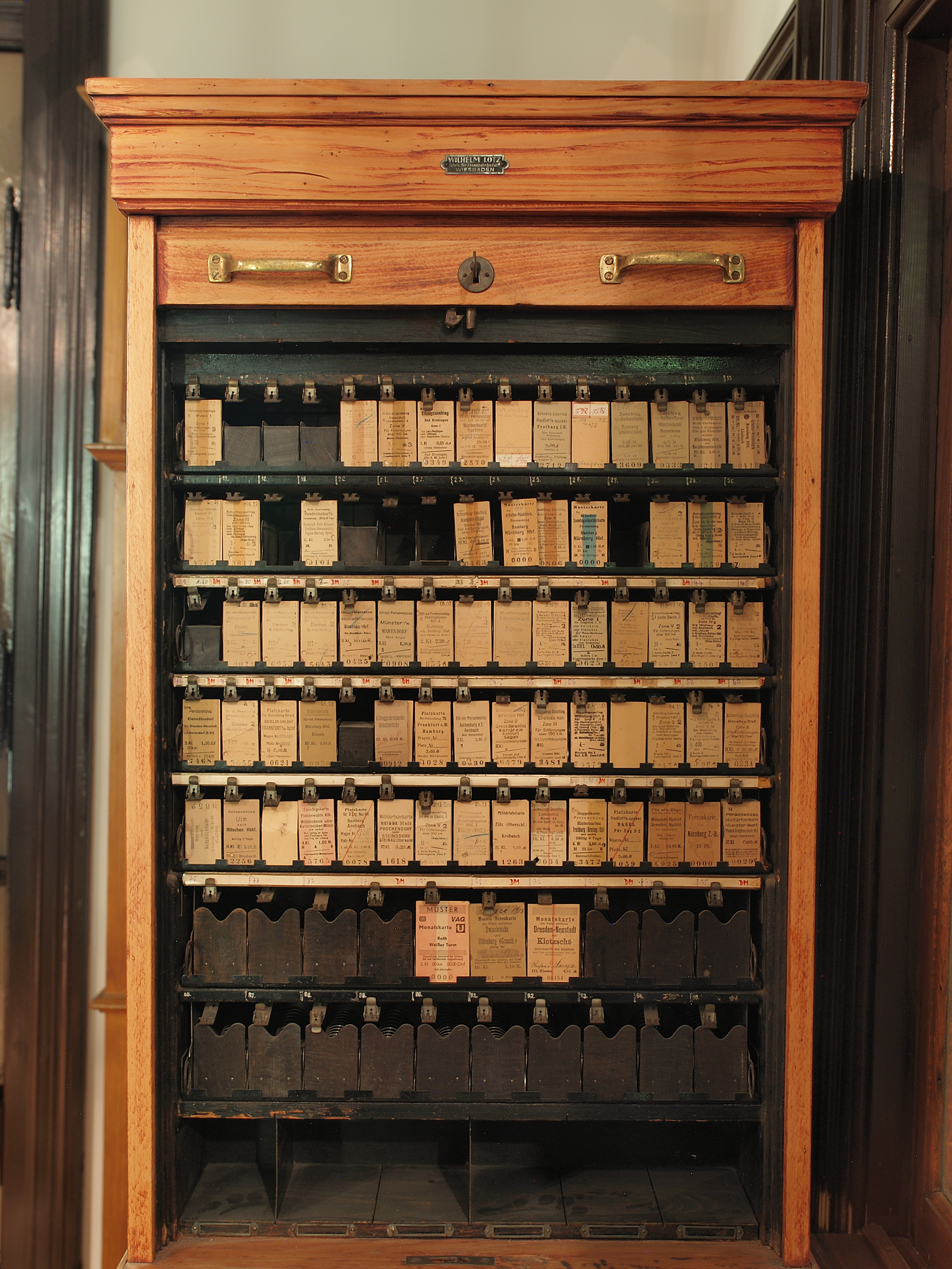
Kast met voorgedrukte Edmondsonkaartjes in het Deutsche Verkehrmuseum
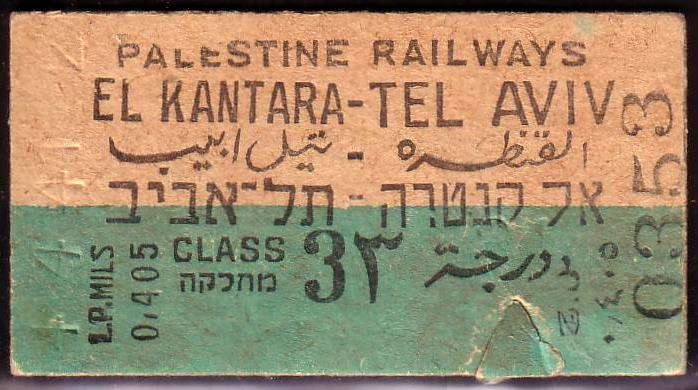
Kaartje Kantara-Tel Aviv, Palestine Railways, uit 1941
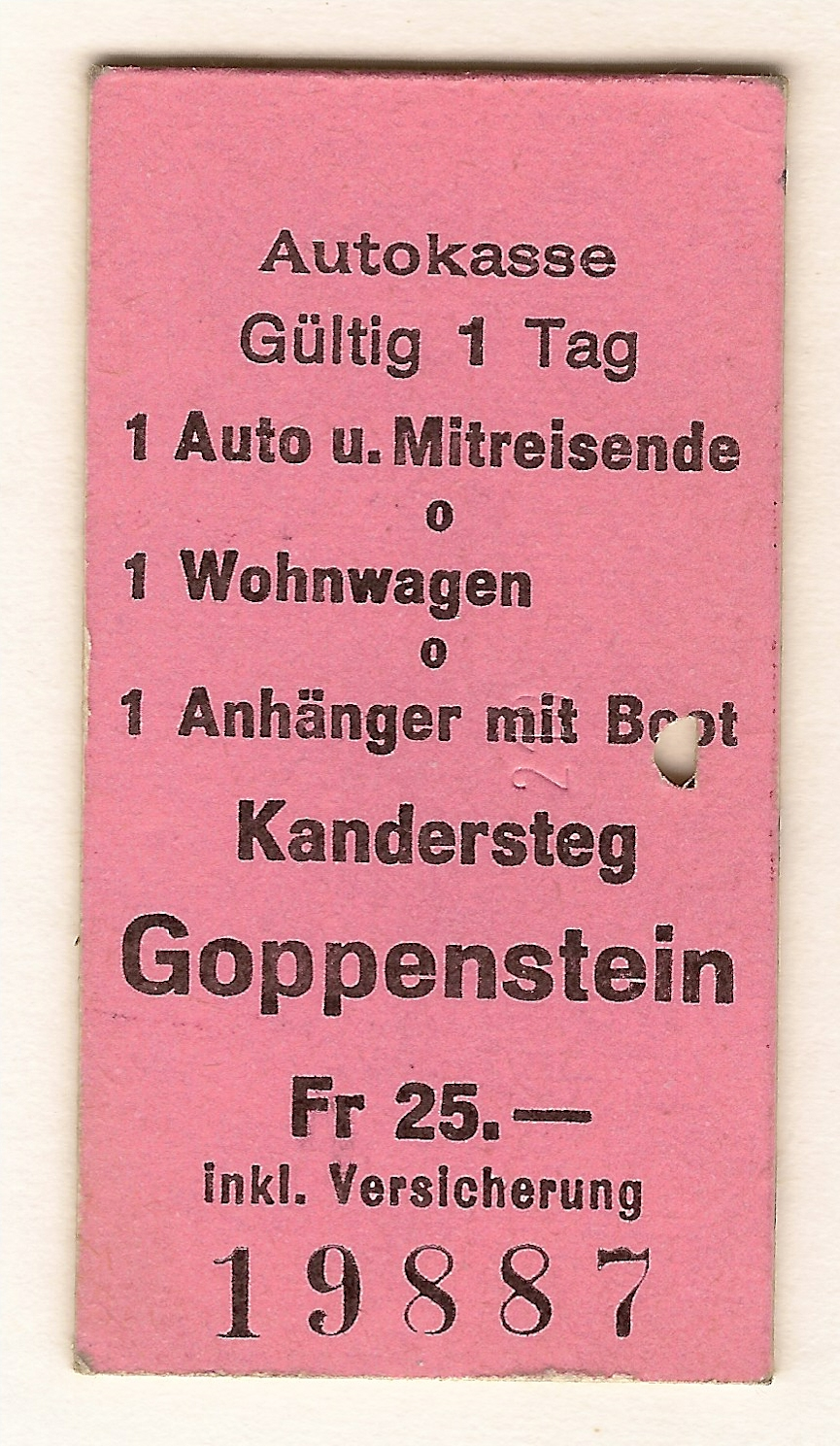
Kaartje autovervoer BLS Kandersteg-Goppenstein, 1972
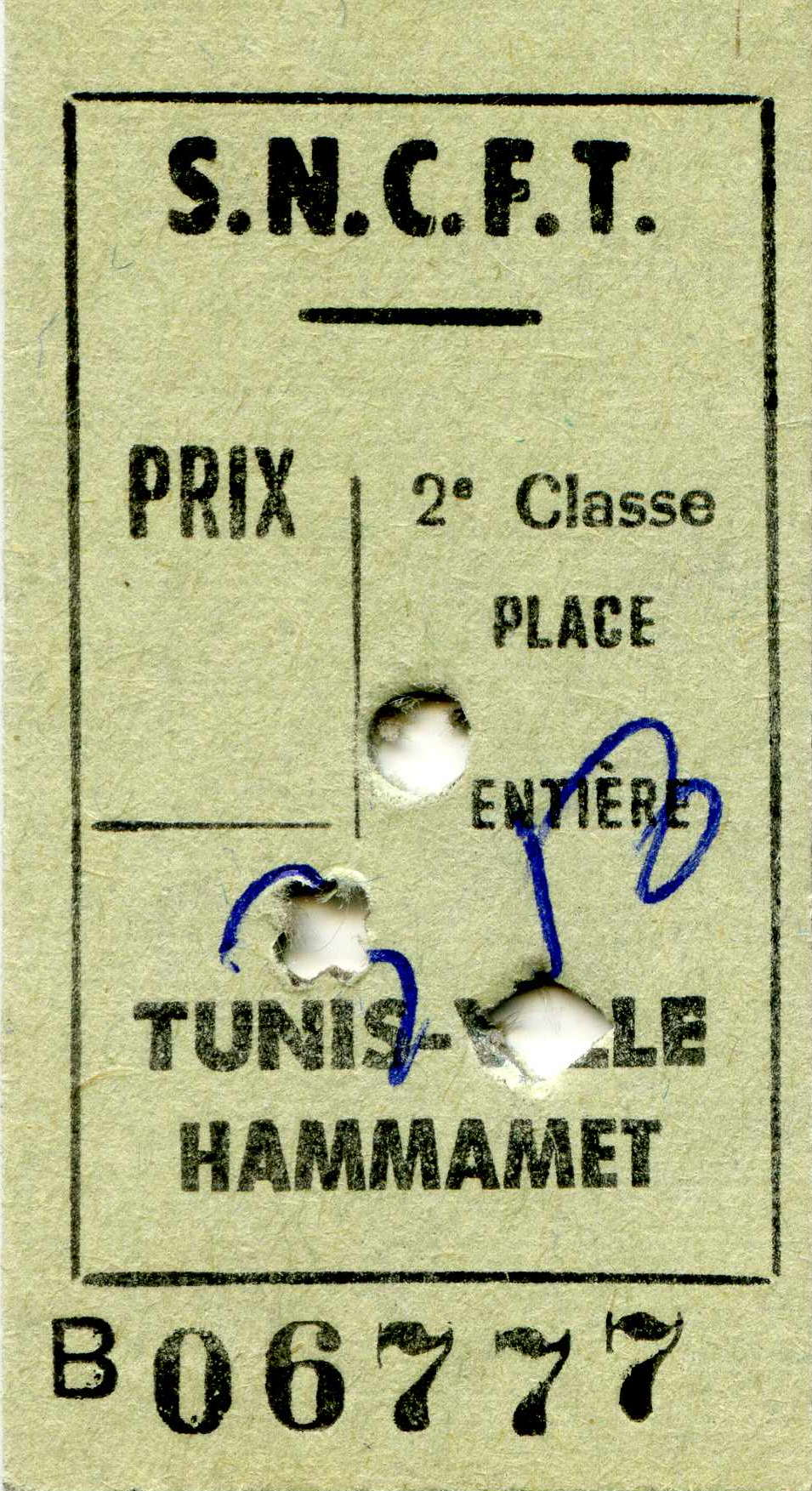
Kaartje Tunis Ville-Hammamet (Tunesië), 1973
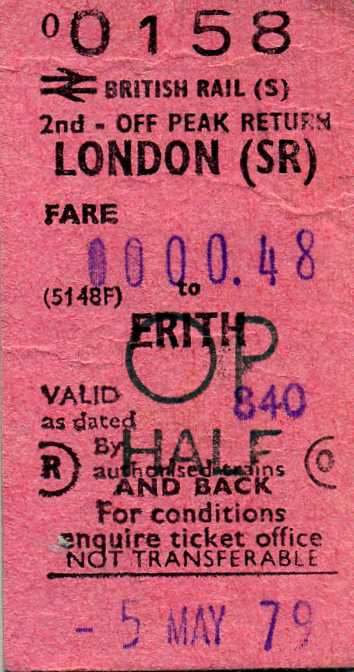
Kaartje Londen-Erith (retour), 1979
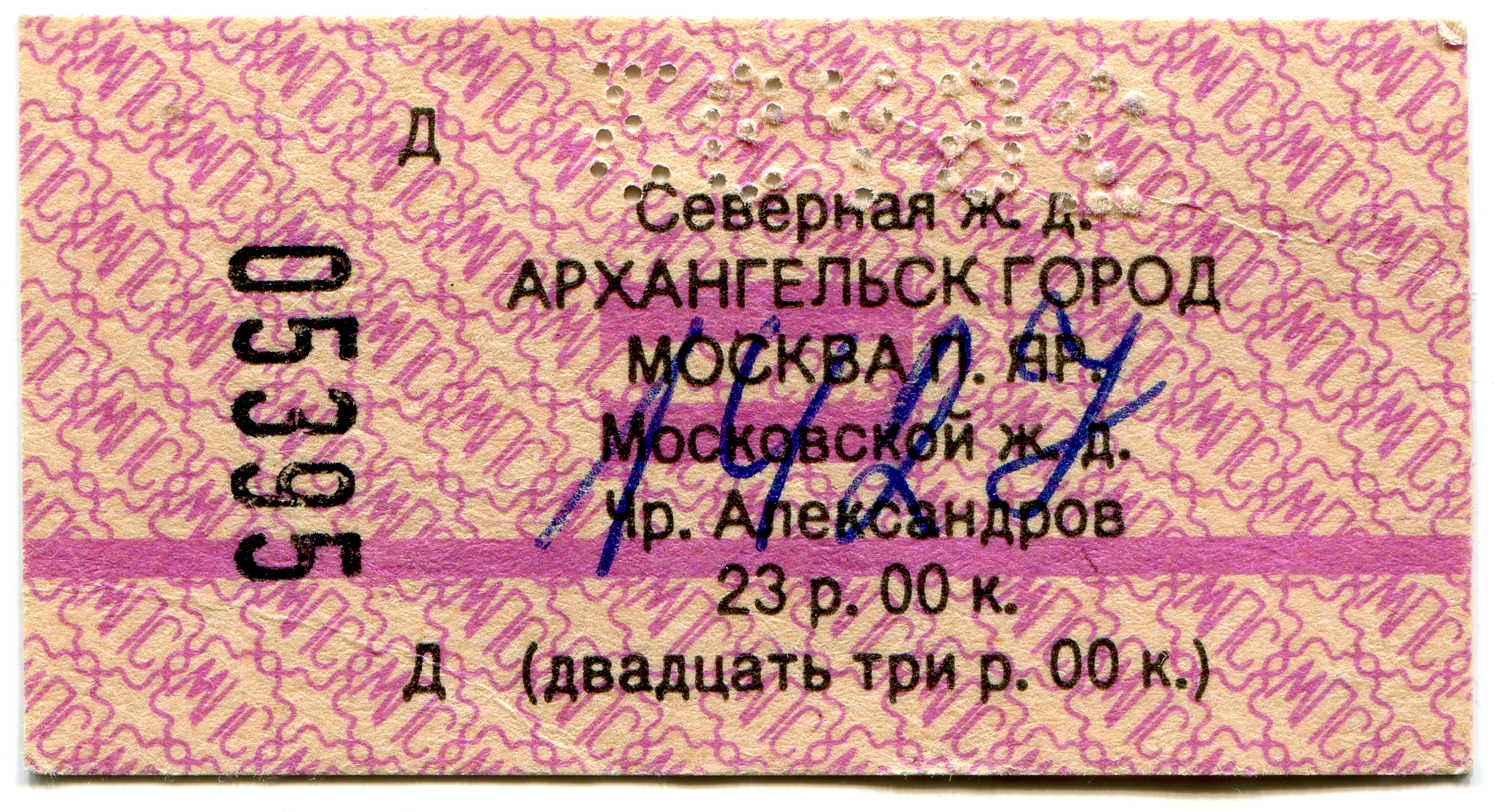
Kaartje Arkhangelsk - Moskou, 1993
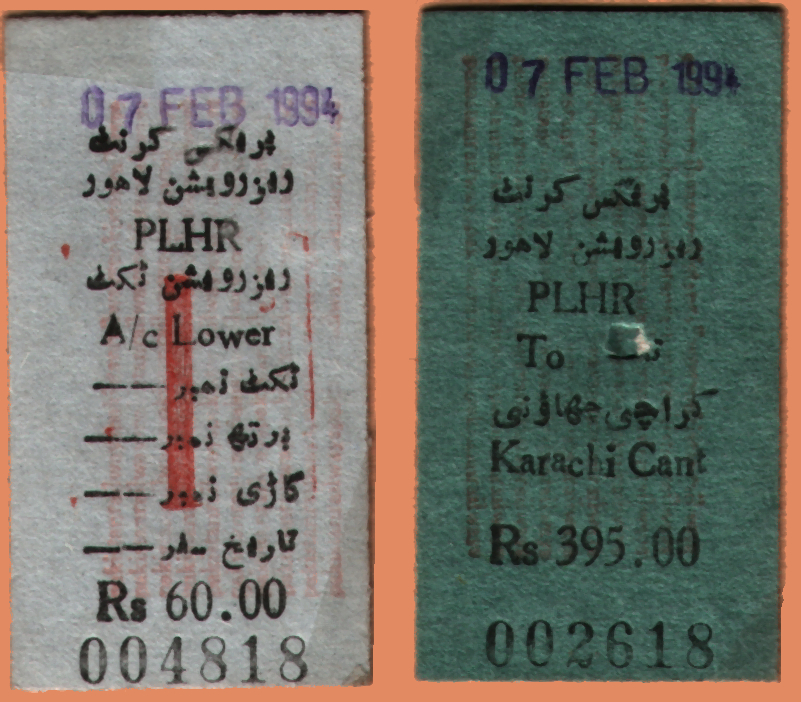
Kaartje Lahore-Karachi (Pakistan), 1994 (rechts) met toeslag voor airconditioning (links)
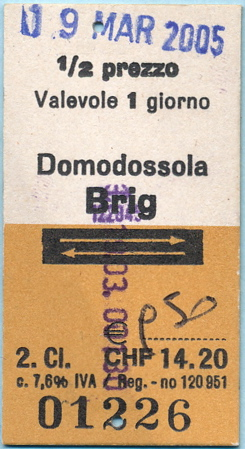
Kaartje Domodossola-Brig (retour), SBB, 2005
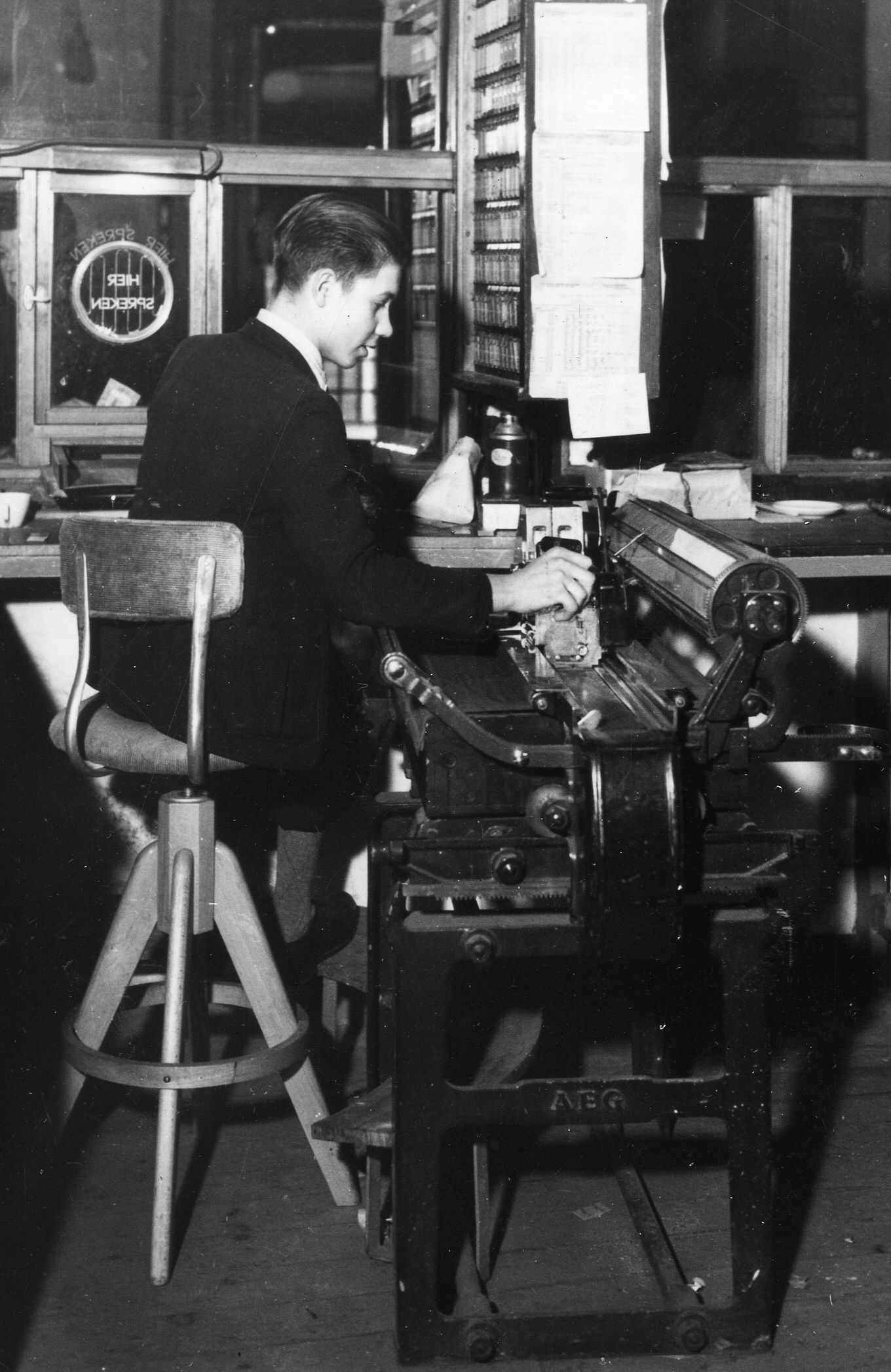
Plaatskaartendrukmachine type Regina, station Hilversum, 1943
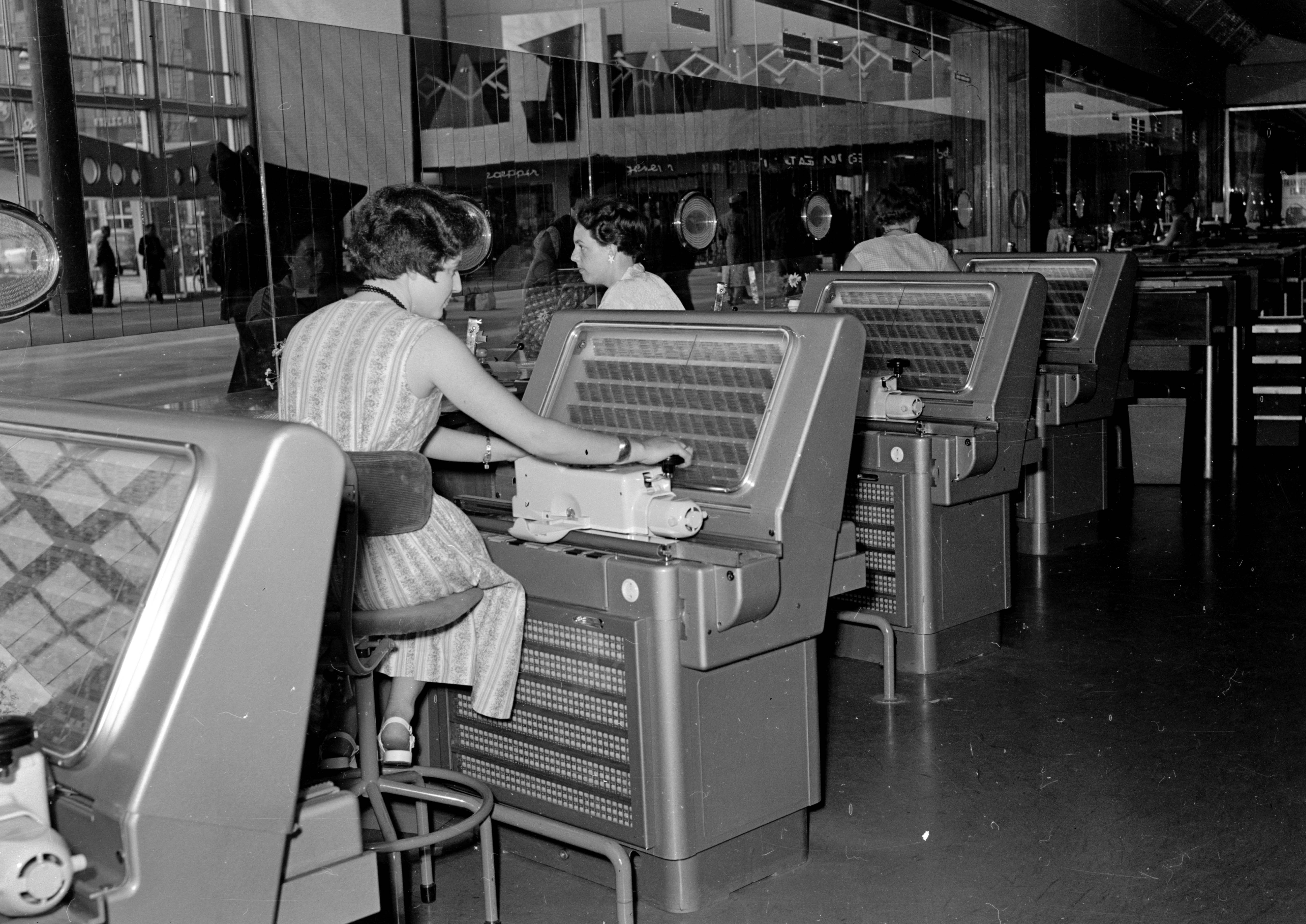
Plaatskaartendrukmachines type AEG, station Rotterdam CS, 1957
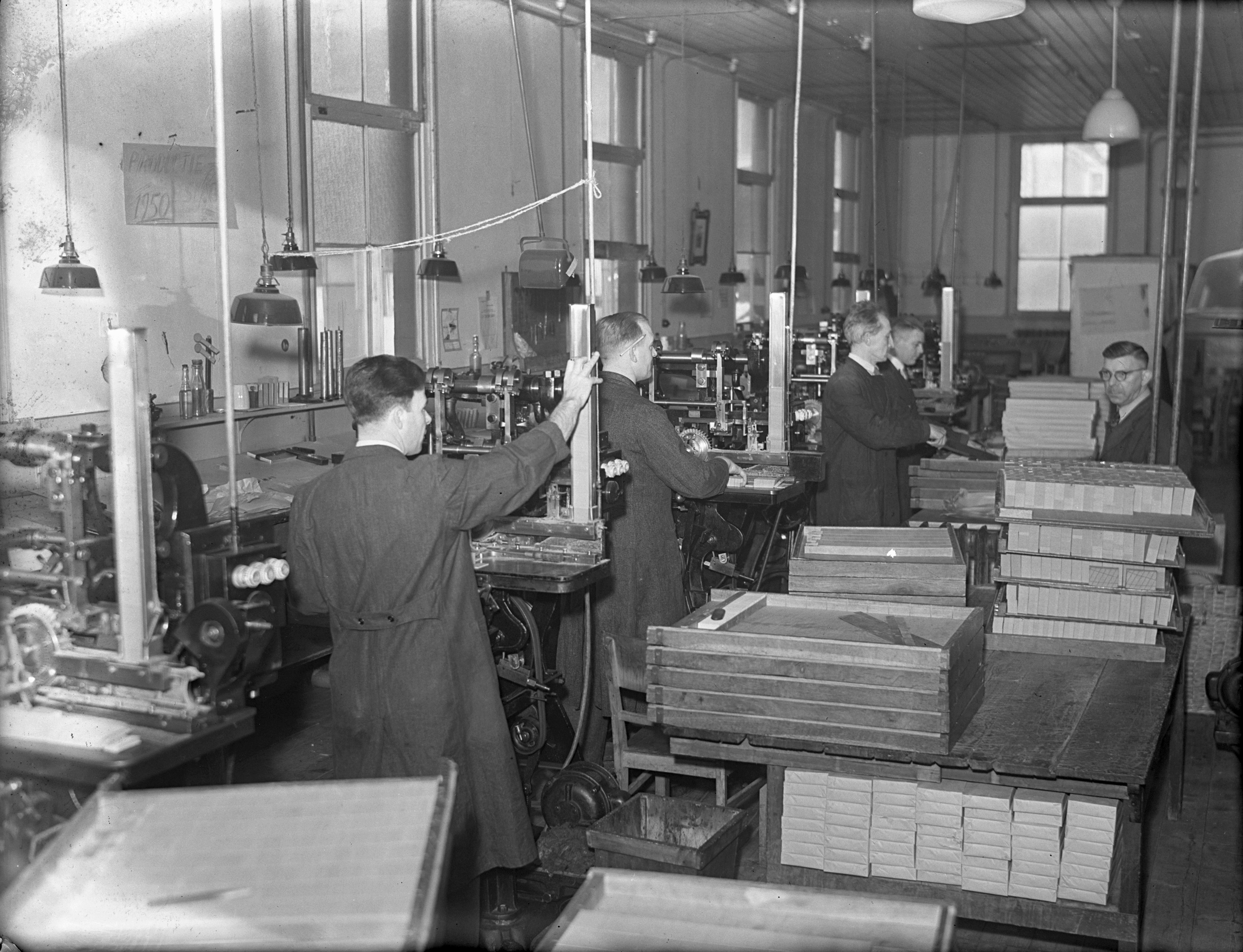
Plaatskaartendrukkerij van de NS, 1949
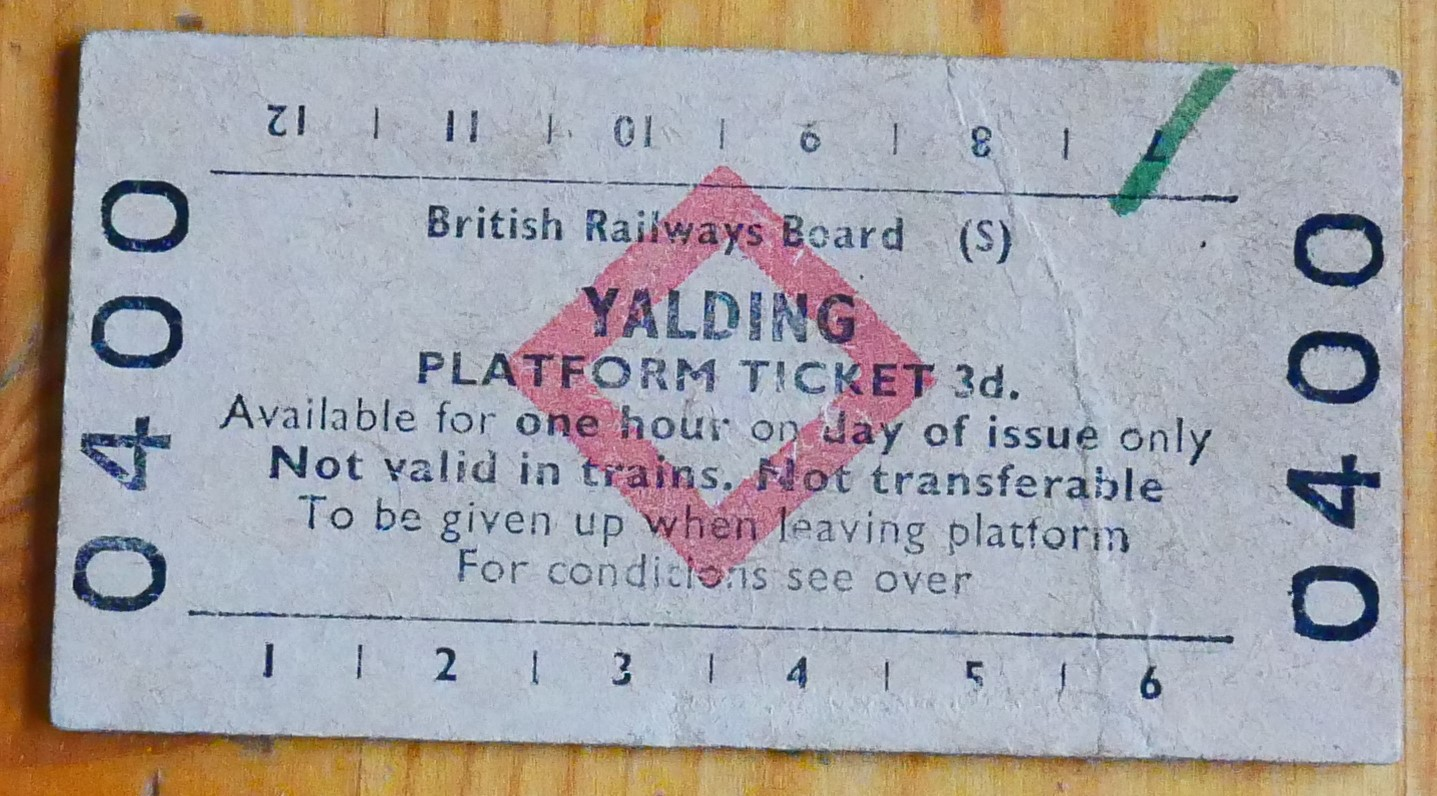
Perronkaartje[2], Verenigd Koningrijk, jaren 1960